# Melanie Volkamer
Melanie Volkamer, född 1980 i München, är professor vid institutionen för datavetenskap vid Karlstads universitet och expert på området användbar säkerhet och integritet samt elektronisk röstning.
Volkamer har forskat om kryptologi och webbsäkerhet och har arbetat på Darmstadts tekniska universitet. Hennes doktorsavhandling handlade om utvärdering av säkerheten kring elektronisk röstning.